# Kloster Werl

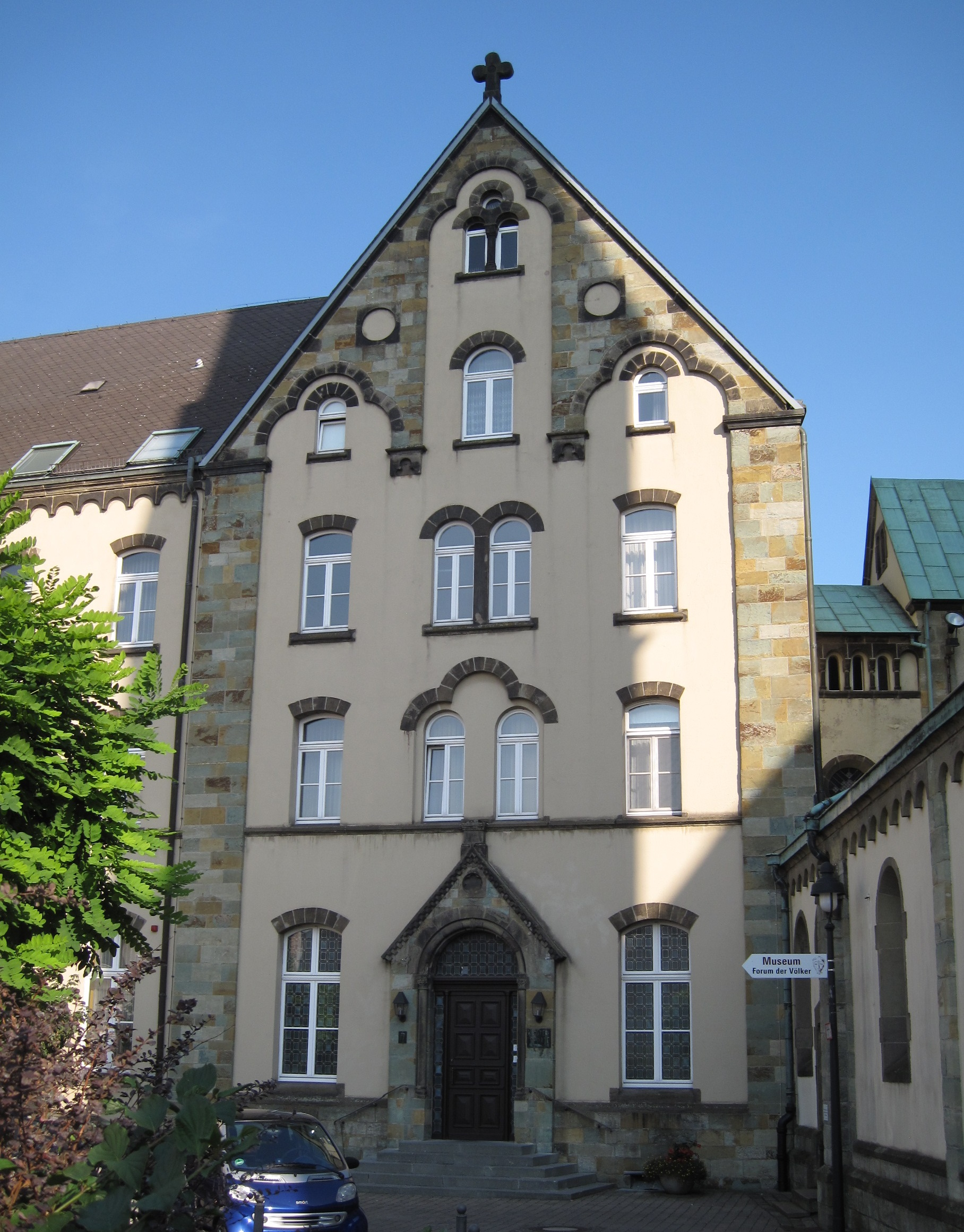
Kloster Werl

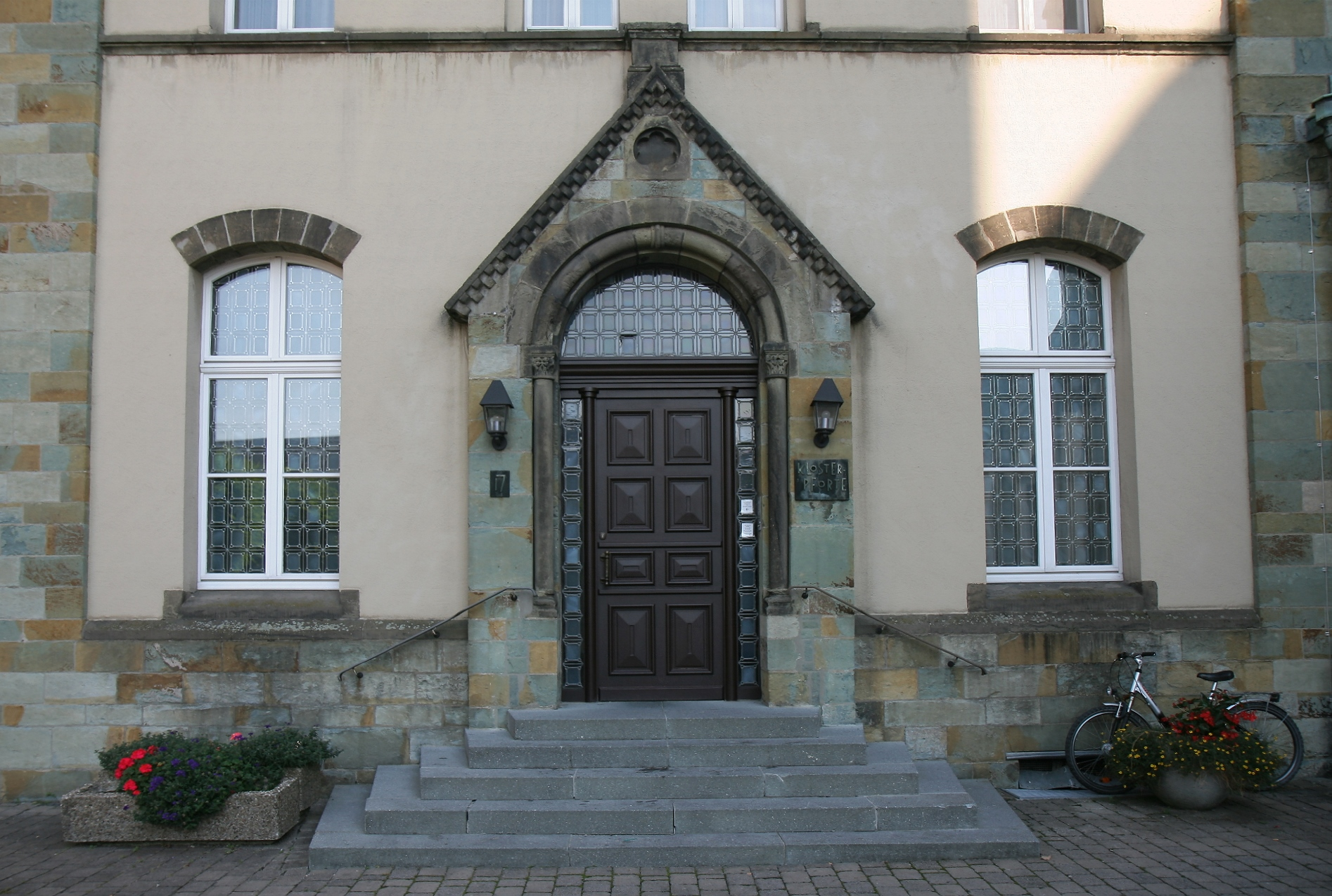
Klosterpforte

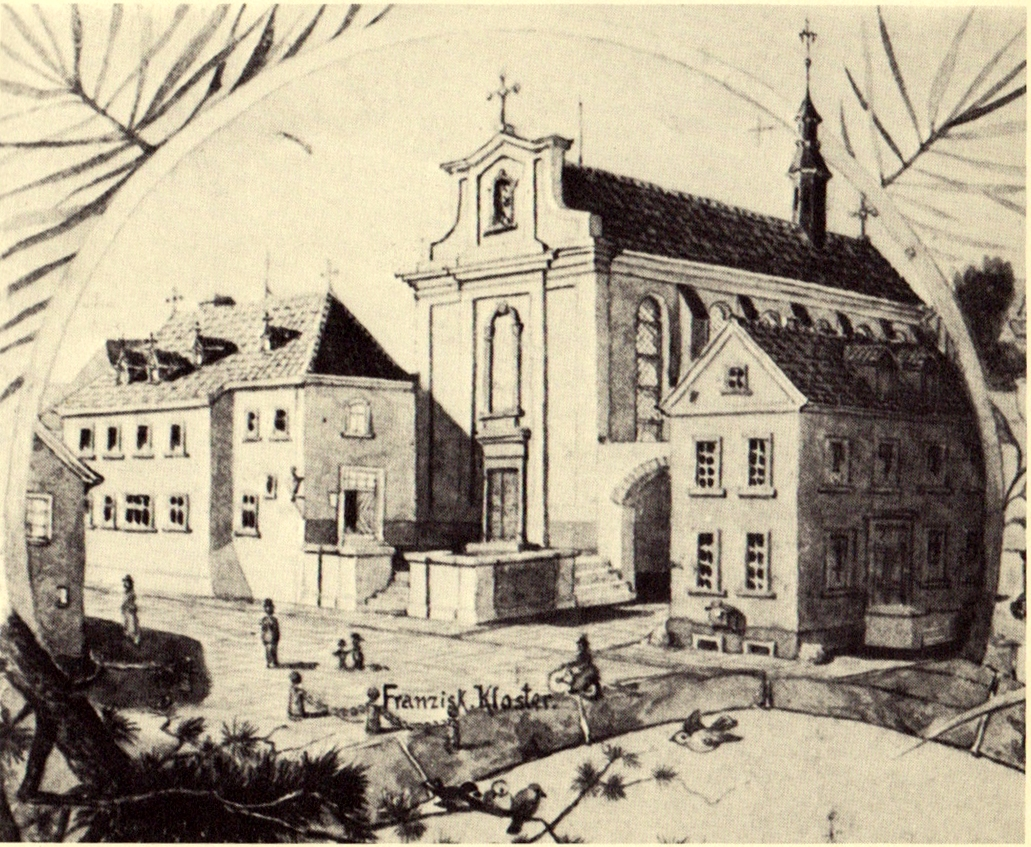
Kloster um 1880, Zeichnung von Adolf Stampfer

Das Kloster Werl war von 1645 bis 1834 ein Kapuzinerkloster und von 1848 bis 2019 ein Kloster des Franziskanerordens in Werl, Kreis Soest.

## Geschichte

### Frühe Neuzeit
Das ursprüngliche Kloster der Kapuziner wurde im Jahre 1645 von Kurfürst Ferdinand gegründet, um das katholische Leben zu stärken. Sein Nachfolger Maximilian Heinrich übergab 1661 dem Orden das Gnadenbild der Trösterin der Betrübten aus der Soester Wiesenkirche, das eine Anziehung für Pilger darstellte und viel Geld in die Stadt brachte. So sind auch eine Reihe medizinischer Wunder bezeugt.
Die Klostergebäude lagen östlich des Marktes. 1786/89 wurde die Klosterkirche nach Plänen von Arnold Boner neu errichtet. Die Kapuziner bestritten ihren Lebensunterhalt durch Almosen. Der Konvent bestand 1802 aus 28 Personen. Unter ihnen waren auch einige Franzosen, die vor der französischen Revolution geflohen waren.

### 19. und 20. Jahrhundert
Bei der hessischen Übernahme des Herzogtums Westfalen blieb das Kloster zunächst bestehen. 1804 nahm es Ordensleute aus dem aufgelösten Kapuzinerkloster Rüthen, 1813 aus dem aufgehobenen Kapuzinerkloster Marsberg auf. Das Kloster Werl wurde dann 1834 unter preußischer Regierung aufgelöst. Die letzten Kapuziner verließen 1836 das Kloster.
Im Jahre 1848 gründeten Franziskaner das Kloster neu. Kloster und Kirche waren Eigentum der Pfarrei, die es ausweislich einer Vereinbarung von 1872 dem Franziskanerorden ohne Zahlung einer Pacht zur Nutzung überließ; die Franziskaner mussten die Anlage auf eigene Kosten instand halten. Die Brüder wurden 1875 aufgrund der Klostergesetzgebung während des sogenannten Kulturkampfes ausgewiesen und kehrten 1887 zurück. Das Gnadenbild und die Wallfahrtsbasilika wurden bis zu ihrem Abzug 2019 von ihnen betreut. Diese Aufgabe übernahm am 1. September 2019 das neu formierte diözesane Wallfahrtsteam um den damaligen Dechanten des Dekanats Hellweg (Erzbistums Paderborn), Gerhard Best, mit derzeit drei Weltpriestern, einem Benediktinerpater(aus der Abtei Königsmünster bei Meschede) und zwei Gemeindereferenten(w/m) als Wallfahrtsseelsorger.
Bis zum Jahre 1904 wurde das Klostergebäude neu gebaut, da das bisherige Kloster (der Kapuziner und später der Franziskaner) dem Neubau der Wallfahrtsbasilika weichen musste.
1908 errichteten die Franziskaner im dafür erworbenen Wohnhaus des Kunstmalers Hoffmann südlich der Kirche ein Exerzitienhaus. Wegen des guten Zuspruchs war es bald zu klein, so dass 1912 ein Neubau errichtet wurde, dessen Pläne von dem Franziskanerbruder Quintilian Borren stammten. Das Haus wurde 2001 geschlossen und 2005/2006 in eine Wohnanlage für betreutes Wohnen umgebaut.
Während der Zeit des Nationalsozialismus wurde die Wallfahrt immer stärker beschränkt und letztlich verboten. Der damalige Wallfahrtsleiter, Pater Lambert Fester, versuchte trotzdem den „Wallfahrtsbetrieb“ aufrechtzuerhalten. Das gelang ihm trotz Einschränkungen immer wieder. Da große Wallfahrten verboten wurden, kamen die Teilnehmer der Fußwallfahrt aus Werne auf Umwegen nach Werl und wurden von der Gestapo kurz vor der Stadt gestoppt und nach Hause geschickt.
In der Gruft des Franziskanerklosters auf dem Werler Parkfriedhof liegt die Asche des Franziskanerpaters Kilian Kirchhoff begraben, der am 24. April 1944 in Brandenburg-Görden als Opfer des NS-Regimes enthauptet wurde. Er war von einer Frau aus Kassel denunziert worden, verhaftet und in Dortmund angeklagt worden. Roland Freisler verurteilte Kirchhoff am 7. März 1944 vor dem Volksgerichtshof zum Tod.

### Übernahme durch das Erzbistum Paderborn
2015 gaben die Franziskaner bekannt, dass sie im Jahr 2019 das Kloster und die Wallfahrtsseelsorge in Werl aufgeben werden. Die frühe Ankündigung sollte dem Erzbistum Paderborn helfen, die Wallfahrtsseelsorge in Werl neu zu regeln. 2017 kaufte das Erzbistum das Kloster. Am 1. September 2019 verließen die Franziskaner Werl und ein Wallfahrtsteam aus zwei Priestern und zwei Laien-Wallfahrtsseelsorgern übernahm die Wallfahrtsseelsorge. Das Erzbistum hat das Klostergebäude Oktober 2019 bis Dezember 2021 zu einem Wallfahrtszentrum umgebaut, in dem zum einen die Verwaltung kirchlicher Einrichtungen (Wallfahrts- und Dekanatsverwaltung) und zum anderen eine Pilgerherberge mit ca. 80 Betten, zwei Priesterwohnungen und der Konvent der Werler Ursulinenschwestern untergebracht sind.

#### Wallfahrtsleiter seit 2019
- 2019 bis 12.2024 - Monsignore Gerhard Best
- seit 12.2024 - Pastor Bernd Haase

### Simultaneum der alten Klosterkirche
In Werl lebten um 1828 etwa 100 Protestanten; Werl hatte um die 3350 Einwohner. Diese protestantischen Mitbürger, zumeist Angehörige der preußischen Beamtenschicht, hatten ihre Gottesdienste bislang in einer Kapelle auf der Gänsevöhde abgehalten. Ab 1831 war die Klosterkirche – heute alte Wallfahrtskirche – zum simultanen Gebrauch bestimmt. Zwischen beiden Gemeinden kam es immer wieder zu Schwierigkeiten wegen der Kirchennutzung. Am 6. März 1851 wurde das Simultaneum vertraglich aufgehoben. Die evangelischen Gläubigen feierten ihre Gottesdienste bis zur Fertigstellung ihrer eigenen Kirche im Jahr 1854 im Sitzungssaal des damaligen Werler Rathauses.